# Аридниця зеленіюча
Аридниця зеленіюча (Syntrichia virescens) — вид мохів порядку потіальних (Pottiales).

## Поширення
Батьківщиною є Європа, Північна Африка, Північна Америка, Азія.
Вид часто росте на корі дерев у фруктових садах або на алеях у світлих, сонячних і вологих місцях, а також на каменях, бетоні, асфальті, стінах і дахах.

## Характеристика

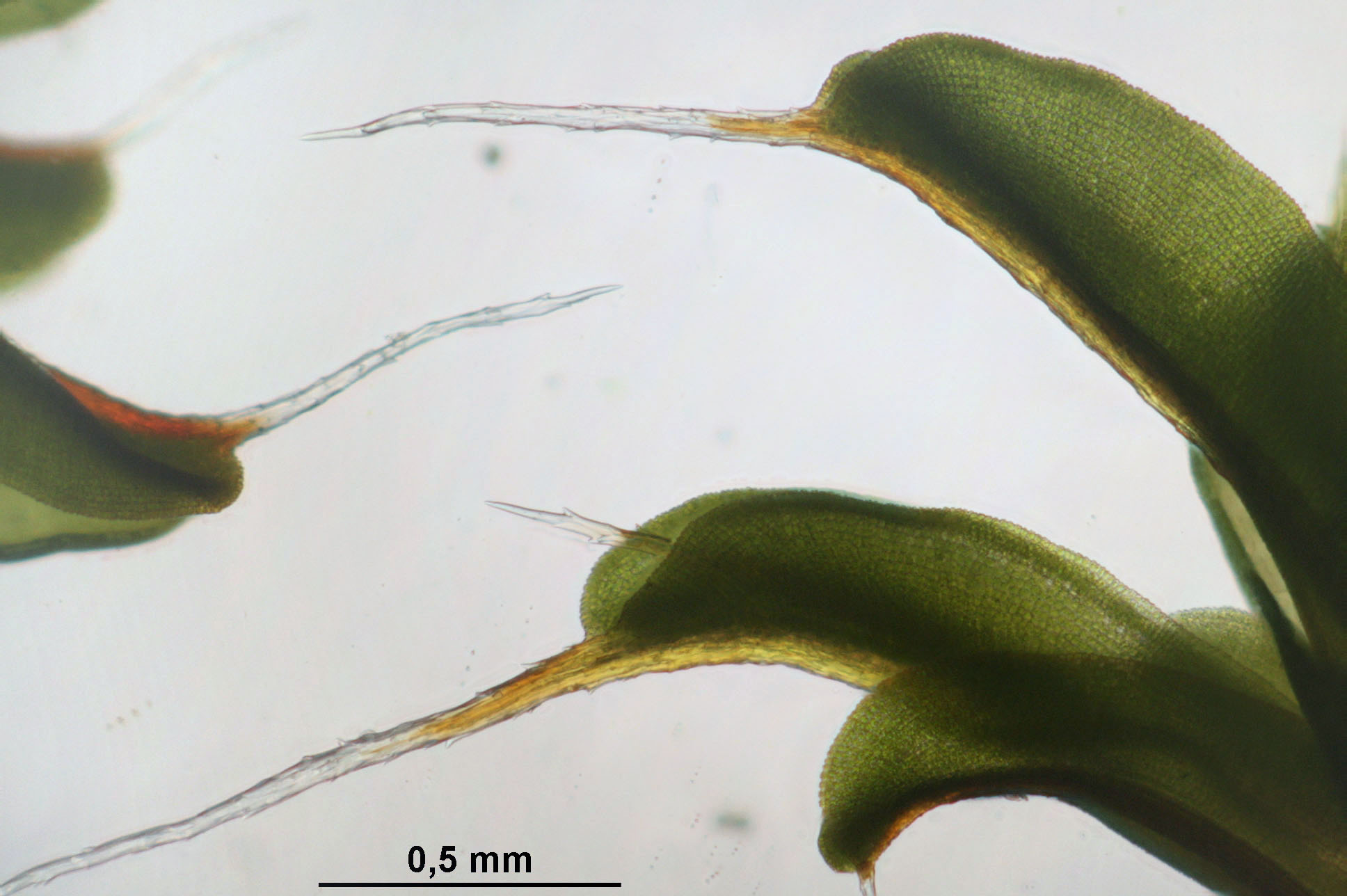
Листя

Рослини розміром до 2 сантиметрів утворюють щільні газони від оливково-зеленого до брудно-коричнево-зеленого кольору із сіруватим відливом за рахунок скляних волосків. Поперечний зріз стебла має центральну нитку. Листки лопатоподібні, трохи або помірно зігнуті, зазвичай злегка звужені в середині й закруглені до загострених на кінчику. Жилка листя від світлого до коричневого кольору закінчується на кінчику листка довгим, більш-менш зубчастим гіаліновим скляним волоском. Вид дводомний. Спорогони зустрічаються рідко. Червона коробочкова ніжка має довжину до 15 міліметрів, циліндрична коробочка вертикальна чи злегка зігнута. Розмір спори від 10 до 18 мікрометрів.